# زاجم
زاجم (به لهستانی:  Zadzim) یک روستا در لهستان است که در گمینا زاجم واقع شده‌است.